# حسن‌آباد (جرقویه)
حسن‌آباد، مرکز بخش جرقویه علیا و یکی از شهرهای شهرستان جرقویه در استان اصفهان ایران است که در فاصله ۳۵ کیلومتری شهرستان ورزنه واقع شده است.

## زبان
بر پایه ایران اطلس زبان اکثریت مردم زبان گرگویی از زبان‌های ایران مرکزی و اقلیت گویش تهرانی است.

## جمعیت
براساس سرشماری عمومی نفوس و مسکن در سال ۱۳۹۵، جمعیت شهر حسن‌آباد برابر با ۴٬۴۷۸ (۱٬۴۹۷ خانوار) نفر بوده است.